# منتخب إيران لهوكي الجليد للرجال
منتخب إيران لهوكي الجليد للرجال هو ممثل إيران الرسمي في المنافسات الدولية في هوكي الجليد
.